# Steganofonia
Steganofonia (gr. στεγανός, steganos 'ukryty' oraz φωνή, phone 'głos') – zastosowanie metod steganograficznych w VoIP. Nośnikiem ukrytych informacji mogą być m.in. próbki głosu, elementy nagłówków protokołów.
Pierwsze wzmianki w mediach o użyciu technik steganofonicznych dla sieci VoIP pojawiły się w maju 2008 r. Wtedy to dwóch polskich naukowców - Wojciech Mazurczyk i Krzysztof Szczypiorski - z Instytutu Telekomunikacji Politechniki Warszawskiej, zaproponowało, aby do przesyłania ukrytych danych wykorzystać celowo opóźnione w nadajniku pakiety. Jest to wykorzystanie jednej z cech charakterystycznych dla VoIP - pakiety przychodzące do odbiornika zbyt późno są uznawane za bezwartościowe (stracone) i usuwane. Jeśli odbierający wie, że w opóźnionym pakiecie zawarte są ukryte dane, wtedy jednocześnie razem z prowadzoną rozmową możliwe jest wymienianie dodatkowych, tajnych informacji.